# Fire (Scooter-dal)
A Fire a Scooter együttes 1997-es kislemeze, mely az első kislemez az Age Of Love című albumukról. A Scooter történetében először vegyítette a rockot az elektronikus tánczenével azzal, hogy gitáreffekteket használtak benne. A szám az egyik legismertebb Scooter-dal lett, a mai napig műsoron tartják.
A koncerteken visszatérő ennél a számnál a gitár, mint show-elem, amelyet H.P. Baxxter alkalmanként össze is tör. Ehhez kapcsolódó show-elem volt, melynek során Michael Simon Predator-maszkot viselt, ugyanis H.P. Baxxter a gitárjába épített eszközből kitörő görögtűzzel permetezte le őt. Mielőtt a dal elkezdődne, szerepel benne egy néhány soros meditációs monológ, melynek során a színpadon is minden világítást lekapcsolnak.
A dallamban felismerhető egy motívum, mely az Our Happy Hardcore "This Is A Monstertune" című dalában is benne volt már.

## Számok listája
Az eredeti CD-kiadás egyes változataihoz matricák is jártak. A kislemezből készült limitált kiadás, erre felkerült a "Hyper Hyper" koncertfelvétele is, amit 1997. március 16-án rögzítettek Belfastban. Az amerikai változaton a később megjelent remix-kiadás számai is szerepeltek. Egyfajta club mixként elkészült a Fire Dub, kétféle változatban: a "Fire Dub 2" csak a bakelitkiadáson szerepelt. A bakelit limitált kiadásán a "Fire Dub 1" szerepelt, ezenkívül az egész lemez különleges piros színben pompázott.
Amerikában és Japánban is megjelentek különféle bakelitváltozatok, változatos összetételben. Japánban furcsa módon Anita Ward "Ring My Bell" című számával került egy kiadványra, Kanadában pedig a Brooklyn Bounce "Get Ready To Bounce" című számával. Ausztráliában 2010-ben a "Rebel Yell" és a "Fire" közös kiadványként jelent meg.
A "Choir Dance" a hannoveri Käthe-Kollwitz Gimnázium iskolai kórusának segítségével készült, az "Iskola a világhálón" (Schulen ans Netz) kezdeményezés keretein belül.
A kislemez borítója a későbbi internetes kiadásokon megváltozott, azon már nem szerepel fénykép a bandatagokról, hanem helyette a bakelitkiadás egyszerűbb, kizárólag tűzmotívumokat szerepeltető változatát használták.
| #      | Eredeti változat                 | Limited Edition                  | Amerikai változat                      | LP változat                      | Limitált LP                      |
| ------ | -------------------------------- | -------------------------------- | -------------------------------------- | -------------------------------- | -------------------------------- |
| 1 (A1) | Fire (3:31)                      | Fire (3:31)                      | Fire (3:31)                            | Fire (Extended Emergency) (5:10) | Fire (Extended Emergency) (5:10) |
| 2 (B1) | Fire (Extended Emergency) (5:10) | Fire (Extended Emergency) (5:10) | Fire (Extended Emergency) (5:10)       | Fire Dub 1 (4:59)                | Choir Dance (4:19)               |
| 3 (B2) | Choir Dance (4:19)               | Choir Dance (4:19)               | Fire (Klubbheads Remix) (6:53)         | Fire Dub 2 (5:12)                | Fire Dub 1 (4:59)                |
| 4      | Fire Dub 1 (4:59)                | Fire Dub 1 (4:59)                | Fire (D.O.N.S. Burn Rubber Mix) (6:32) |                                  |                                  |
| 5      |                                  | Hyper Hyper (Live) (5:02)        | Fire Dub 2 (5:12)                      |                                  |                                  |

### Fire – The Remixes
1997. május 5-én jelent meg többféle kiadásban. Ennek promóciója céljából a D.O.N.S. által készített remixből készült egy olyan változat, amelyhez videoklipet is vágtak. Az eredeti, 3 számos változaton ez nem szerepel, csak a 4 számos változaton. Ehhez is készült egy két dalt tartalmazó bakelitkiadás.
| # | 3 számos változat                      | 4 számos változat                             | LP változat                            |
| - | -------------------------------------- | --------------------------------------------- | -------------------------------------- |
| 1 | Fire (Klubbheads Remix) (6:53)         | Fire (D.O.N.S. Burn Rubber Video Edit) (3:18) | Fire (Klubbheads Remix) (6:53)         |
| 2 | Fire (D.O.N.S. Burn Rubber Mix) (6:32) | Fire (Klubbheads Remix) (6:53)                | Fire (D.O.N.S. Burn Rubber Mix) (6:32) |
| 3 | Fire Dub 2 (5:12)                      | Fire (D.O.N.S. Burn Rubber Mix) (6:32)        |                                        |
| 4 |                                        | Fire Dub 2 (5:12)                             |                                        |

## Más változatok
1997-ben a Mortal Kombat 2 című filmbe is bekerült a szám.
2006-ban a "Who's Got The Last Laugh Now Tour" során Jeff "Mantas" Dunn gitározott a dalban, a produkció rögzítésre került az Excess All Areas DVD-n és koncertalbumon, továbbá a "The Ultimate Aural Orgasm" lemez limitált kiadására felkerült ennek egy hosszabb változata.
2013-ban hivatalosan is kiadásra került egy, addig csak Japánban elérhető Housemason Remix, az "Age of Love (20 Years of Hardcore Expanded Edition)" című kiadványon.
2024-ben a "Thirty, Rough & Dirty Tour"-ra időzítve elkészült a felfrissített változat, a zenei alapokon változtattak.

## Videoklip
A dalhoz tartozó videóklipben a Scooter koncertet tart egy háztetőn, miközben helikopteres titkosügynökök rájuk vadásznak. A videóban kezdetleges CGI-effektek is megfigyelhetők.

## Közreműködtek
- H.P. Baxxter (szöveg)
- Rick J. Jordan, Ferris Bueller (zene)
- Jens Thele (producer)
- A hannoveri Käthe-Kollwitz Gimnázium iskolai kórusa (Choir Dance)
- Marc Schilkowski (borító)
- Thosten Buhe, Klaus Börner, Frank-Lothar Lange (fényképek)
- Karl Oliver Goedicke, Nils Karsten (D.O.N.S.)
- Klubbheads